# Voskressénovka (Penza)
|  | Per a altres significats, vegeu «Voskressénovka». |

Voskressénovka (Воскресеновка en rus) - és un poble de l'óblast de Penza, a Rússia, que en el cens del 2010 tenia 1.963 habitants.